# Arquitetura pós-moderna no Brasil

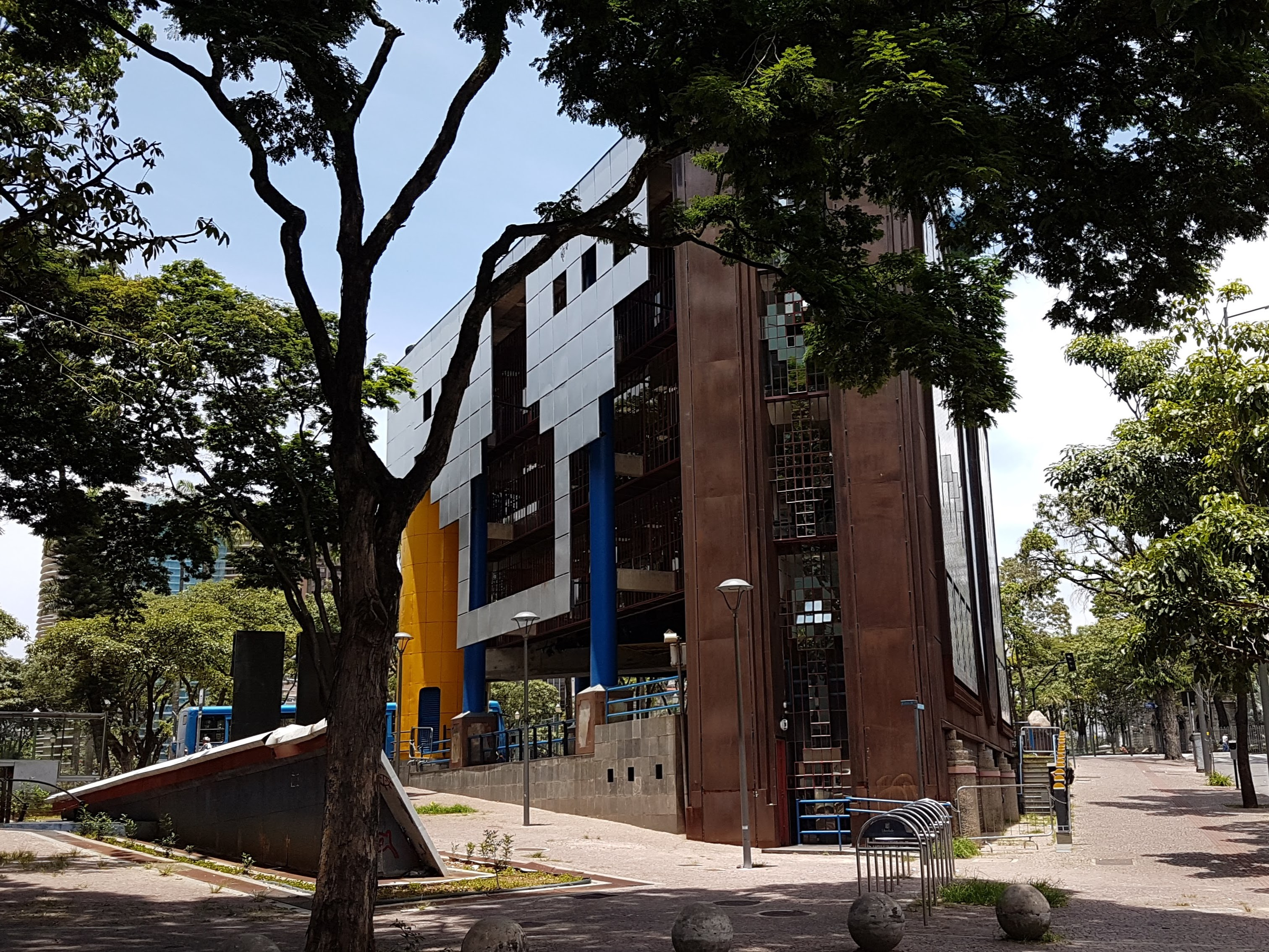
Edifício Rainha da Sucata, situado na Praça da Liberdade, Belo Horizonte, Minas Gerais, Brasil.

A arquitetura pós-moderna no Brasil é um termo genérico para designar uma série de novas propostas arquitetônicas, populares nas décadas de 1980 e 1990, críticas à arquitetura modernista no Brasil, hegemônica no país entre 1930 e 1960. Ainda que tenha se desenvolvido décadas depois do auge da arquitetura pós-moderna internacional, a versão brasileira a ela recorre em seu repertório formal. 
Reunindo essa série de características genéricas, o pós-modernismo mineiro não estava baseado num posicionamento crítico ou teórico sólido e fundamentado. Pelo contrário, resultou de um trabalho intuitivo, conduzido por Éolo Maia e seus parceiros, sob a influência de arquitetos consagrados internacionalmente como Robert Venturi, Aldo Rossi e James Stirling. 

## Contexto histórico
Durante a ditadura militar (1964-1985), a arte – e, consequentemente, a arquitetura – no Brasil esteve submetida a um controle oficial por parte do Estado. Essa regulação operava, sobretudo, por meio da censura e de programas de crédito e subsídios estatais. Nesse período, a arte e a cultura ligada a movimentos internacionais permaneceu na marginalidade, acessível apenas à classe média urbana e intelectualizada. A arquitetura foi um dos campos que sofreu duras consequências no período, com o exílio de profissionais consagrados – como Oscar Niemeyer – e célebres professores – como Vilanova Artigas. Assim, o contato da arquitetura com influências internacionais e o ensino da disciplina foram seriamente comprometidos, suspendendo o debate arquitetônico no país.
Por outro lado, as oportunidades no campo da construção civil se expandiram, com o chamado Milagre Econômico. Iniciativas como o Programa Financeiro de Habitações fizeram com que o Brasil se tornasse um grande canteiro de obras. Nesse processo, pela primeira vez, os arquitetos foram incorporados à burocracia técnica do Estado brasileiro. Via de regra, as construções empreendidas eram fiéis à aplicação dos elementos do modernismo, já duramente criticado no exterior desde a década de 1950. Essa fidelidade se deu em função do isolamento cultural ocasionado pelo período ditatorial, bem como em função do sucesso da arquitetura moderna praticada entre as décadas de 1930 e 1960.
Com a anulação do Ato Institucional nº 5 (AI-5), em 1974, e a consolidação da Anistia, em 1979, esse quadro começou a sofrer alterações. O contato com o exterior foi retomado e os exilados retornaram ao Brasil, reestabelecendo as revistas especializadas em arquitetura. Nesse período, aconteceram os primeiros questionamentos ao modernismo. Essas críticas nasceram no interior, onde não existiam lideranças arquitetônicas estabelecidas, como no Rio de Janeiro e em São Paulo. Nesse sentido, Minas Gerais despontou, na década de 1980, na liderança da chamada arquitetura pós-moderna, num movimento articulado por nomes como Éolo Maia, Jô Vasconcellos e Sylvio de Podestá. Dessa maneira, e por essas condições, o pós-modernismo se estabeleceu no Brasil enquanto corrente, décadas depois de seu auge no exterior.

## Características
Dentre as diferentes vertentes dessa produção, as principais características que as unificavam eram a contestação dos cânones modernos, a liberdade de criação e a afirmação de uma arquitetura – e uma cultura – brasileira múltipla, instável e variada. Podemos observar, nas obras do período, a utilização de formas puras e geométricas, bem como a aplicação de composições simétricas. Elementos e materiais regionais também recebiam destaque, assim como citações, referências e colagens tomadas de outras arquiteturas. Não raro, projetos do período buscavam estabelecer um diálogo irônico e desafiador com o usuário e o entorno.

## Difusão
A propagação nacional da arquitetura pós-moderna produzida em Minas Gerais é associada a dois fatores. O primeiro deles diz respeito à publicidade alcançada com determinadas revistas do período, em especial a Vão Livre e a Revista da Pampulha. Esta última, um periódico que contribuiu de maneira bem-humorada às discussões do momento sobre arquitetura, arte e meio ambiente, teve apenas doze números publicados entre 1979 e 1984. Ainda assim, conseguiu divulgar projetos, desenhos e textos do pós-modernismo mineiro, chegando inclusive a organizar a mostra “Arquitetura Mineira da Revista da Pampulha”, que percorreu o país em 1982.
O segundo fator que contribuiu à difusão da arquitetura pós-moderna foi o sucesso alcançado por alguns de seus principais líderes, como Éolo Maia e Sylvio de Podestá, em concursos nacionais. Ainda que muitas propostas vencedoras não tenham sido construídas, por falta de planejamento e/ou recursos das entidades, isso garantiu aos arquitetos pós-modernos publicidade e acesso a projetos institucionais, de órgãos governamentais e equipamentos públicos. 

## Legado
Ainda que tenha sofrido críticas em função dessa frágil base teórica sobre a qual se constituiu, a arquitetura pós-moderna foi responsável por minar a hegemonia da produção moderna no Brasil. A partir dela, novas perspectivas renovaram o quadro da produção arquitetônica no país. Além disso, destacam-se como consequências da arquitetura pós-moderna, no Brasil e no mundo, a renovação da visão dos arquitetos sobre os usuários e o entorno. Passou-se a questionar os preceitos modernos de padronização e universalização da arquitetura, num processo de falência das soluções supostamente válidas para todas as realidades.  A preocupação com o meio e com a cultura local foi uma das contribuições mais importantes dos arquitetos pós-modernos.